# Hieronymus Wolf
Hieronymus Wolf (13 d'agost de 1516 - 8 d'octubre del 1580) fou un historiador i humanista alemany del segle xvi, conegut principalment per haver introduït un sistema d'historiografia bizantina que acabà marcant el patró de les obres de la història de Grècia durant l'edat mitjana.

## Vida
Nascut a Oettingen (actual Alemanya) i deixeble de Philipp Melanchthon i Joachim Camerarius, Wold fou educat amb les idees del moviment humanista i estudià extensivament Jesús i obres llatines. El 1537, obtingué feina com a secretari i bibliotecari a la biblioteca pública d'Augsburg, tot just acabada de crear, on tingué l'oportunitat d'estudiar i traduir nombrosos autors grecs antics i medievals i, així, fer-los accessibles als acadèmics alemanys. Es llaurà la seva reputació com a estudiós d'Isòcrates i publicà per primera vegada una edició seva a París el 1551. La biblioteca esdevindria famosa pel seu contingut i, en particular, pels 100 manuscrits grecs transferits des de Venècia. Més tard, sota la direcció acadèmica de Wolf i d'altres, esdevingué un centre de recerca admirat i respectat arreu d'Europa.
Wolf continuà treballant a la biblioteca d'Augsburg, però la seva obra mestra seria fora dels camps tradicionals proposats per l'humanisme. Fins a la seva època, no es feia cap distinció entre els treballs grecs antics i els medievals i, de fet, els més recents quedaven eclipsats per l'interès demostrat pels autors clàssics. En canvi, el seu interès anà en una direcció diferent: descobrir i explicar la història que desembocà en la conquesta de pràcticament tota l'Europa oriental pels otomans, que Wolf veié en persona en el setge de Viena Es concentrà en la història grega i publicà seu treball el 1557 amb el títol de Corpus Historiae Byzantinae, que era més aviat una col·lecció de fonts romanes d'Orient que una història completa. Mentrestant, l'impacte a llarg termini de la seva obra fou enorme, atès que establí les bases de la historiografia bizantina. El terme «Imperi Bizantí», per referir-se a l'Imperi Romà d'Orient, fou encunyat el 1557, més d'un segle després de la caiguda de l'Imperi, quan Wolf el feu servir en aquesta mateixa obra. Deriva de «Bizanci», el nom de la ciutat a la qual Constantí I el Gran transferí la seva capital des de Roma i que fou reconstruïda i rebatejada com a «Constantinoble». A partir d'aquell moment, «Bizanci» caigué en desús fora de contextos històrics i poètics.
Al segle xvii, el rei Lluís XIV de França manà compilar totes les obres romanes d'Orient i feu venir estudiosos de renom d'arreu del món per participar en aquesta iniciativa. El resultat fou Byzantine du Louvre (Corpus Scriptorum Historiae Byzantinae), que, juntament amb la Historia Byzantina de Du Cange (1680), estengué l'ús del nom «Imperi Bizantí» entre els autors francesos, incloent-hi Montesquieu. Tanmateix, fou poc utilitzat al món occidental fins a mitjans del segle xix i, malgrat que avui en dia té un ús força ampli, continua sent objecte de crítica pel seu caràcter anacrònic i els seus biaixos ideològics, polítics i lingüístics. L'historiador John Bagnell Bury, autor d'un conjunt d'obres considerades «un dels màxims exponents del renaixement dels estudis bizantins», rebutjà el nom «Imperi Bizantí», tot destacant l'arbitrarietat del límit entre l'Imperi Romà i el suposat Imperi Bizantí.